# Syd Matters
Syd Matters est un groupe français de musique folk. Mélangeant folk et pop mélancolique, leur style musical marie des mélodies lentes avec des instruments acoustiques sans toutefois renier des racines électroniques. Ils ont produit de nombreux opus.

## Histoire

### Origines et débuts (2002–2005)
Il est formé en 2002 et mené par Jonathan Morali, né le 22 mai 1980 à Paris. Syd Matters a été le premier vainqueur du concours CQFD organisé par Les Inrockuptibles. En tant qu'admirateur de Pink Floyd, Jonathan Morali a choisi le nom de Syd Matters en référence au membre fondateur du groupe britannique, Syd Barrett (en anglais, « Syd matters » signifie « Syd compte », « Syd est important »),.
Le premier album de Jonathan Morali, A Whisper and a Sigh, enregistré durant l'été 2002, sort en 2003 chez Third Side Records. À la suite de sa signature avec ce label, il décide de trouver des musiciens pour l'épauler sur scène. Il est ainsi accompagné par deux guitaristes-claviéristes, dont Rémi Alexandre, puis le bassiste Jean-Yves Lozac'h et le batteur Clément Carle. À la fin de la tournée promotionnelle de l'album, en septembre 2004, le multi-instrumentiste Olivier Marguerit rejoint le groupe. En octobre 2004, le groupe enregistre Someday We Will Foresee Obstacles, dont les prises en direct sont enregistrées au Gang Recording Studio, et les pistes ajoutées dans le studio de Third Side Records. La réalisation de l'album est confiée à Yann Arnaud. L'album sort le 25 avril 2005 chez Third Side Records/V2 Music,.

### Ghost Days(2006–2008)
En juin 2006, sort aux États-Unis une compilation intitulée Syd Matters, regroupant des chansons extraites des deux albums précédents.  En novembre 2006, le groupe retourne en studio pour enregistrer un troisième album, intitulé Ghost Days. La réalisation de l'album, enregistré au studio La Frette, est à nouveau confiée à Yann Arnaud, pour une sortie le 14 janvier 2008. Syd Matters signe également la bande originale du long métrage de Nicolas Klotz La Question humaine, sélectionné à la Quinzaine des cinéastes lors du Festival de Cannes en 2007. Éditée par Third Side Records/Because Music en septembre 2007, la bande originale est nommée aux Victoires de la musique 2008 dans la catégorie « Musique originale de cinéma de l'année ».
La chanson To All of You, tirée de l'album Someday We Will Foresee Obstacles, est utilisée dans le 23e épisode (The Party Favor) de la 3e saison de la série télévisée américaine Newport Beach (The O.C.), elle est également utilisée dans le jeu Life is Strange. Les musiciens de Syd Matters participent en 2009 au projet The Fitzcarraldo Sessions initié par les membres du groupe Jack the Ripper, avec une chanson intitulée Waves.

### Brotheroceanet la pause (2010-2023)
En 2010 sort leur nouvel album, Brotherocean. 
En 2013, leurs chansons Obstacles et River Sister sont intégrées dans la bande-son du film Upside Down. Toujours en 2013, Jonathan Morali signe la bande originale du long métrage d'Éric Rochant, Möbius. En 2015, Jonathan Morali signe la musique du jeu de Dontnod Entertainment, Life Is Strange. De son côté Olivier Marguerit publie deux albums : Un torrent, la boue en 2016 et À TERRE ! en 2019.

### Le retour (depuis 2024)
Fin 2024, le groupe fait son retour sur la radio France culture, en jouant trois morceaux, dont un inédit Holy Ghost, lors de l'émission Comme un samedi. Le groupe annonce alors être en cours d'enregistrement de nouveaux morceaux.

## Style musical
Depuis les débuts de Syd Matters, leur genre expérimental a été continuellement critiqué par la presse spécialisée. Leur deuxième album, Someday We Will Foresee Obstacles, a attiré l'attention du grand public sur le groupe grâce à une critique parue dans le 32e numéro de Music Week. Le son unique qu'ils produisent se serait inspiré de genres tels que le rock progressif, le dub, et la pop traditionnelle, tout en ressemblant également à celui d'artistes auteurs-compositeurs-interprètes, mais, à la base, il est souvent considéré comme un mélange entre les genres folk et électronique,,. Dans leurs critiques, ils ont également été comparés à d'autres artistes et groupes tels que Fleet Foxes, Fionn Regan, Grandaddy, The Flaming Lips et Nick Drake,,.

## Discographie

### Albums studio
- 2003 : A Whisper and a Sigh
- 2005 : Someday We Will Foresee Obstacles
- 2008 : Ghost Days
- 2010 : Brotherocean

### Singles et EP
- 2002 : End and Start Again
- 2002 : Fever in Winter, Shiver in June
- 2007 : Everything Else
- 2010 : Hi Life

### Compilations
- 2006 : Syd Matters

### Bandes originales

#### Sous le nom Syd Matters
- Goodbye Mélodie (court métrage) de David Barrouk (2005)
- La Question humaine de Nicolas Klotz (2007)
- Mauvaise Fille de Patrick Mille (2012)
- Tout en haut du monde (2015)
- Les Grandes Grandes Vacances (2015) - série d'animation (musique originale et générique)

#### Sous le nom Jonathan Morali
- 2004 : Avant qu'il ne soit trop tard de Laurent Dussaux
- 2011 : Les Adoptés de Mélanie Laurent
- 2013 : Möbius d'Éric Rochant
- 2015 : Tout en haut du monde de Rémi Chayé
- 2015 : L'Échappée belle d'Émilie Cherpitel
- 2015 : Le Nouveau de Rudi Rosenberg
- 2017 : Druga strana svega (documentaire) de Mila Turajlić

### Utilisations
La musique de Syd Matters est reprise dans plusieurs films et séries :
- 2006 : Newport Beach (The O.C.) (série télévisée), saison 3, épisode Le Barbecue coréen (The Party Favor)
- 2012 : Ma première fois (film)
- 2012 : Upside Down (film) — chansons River Sister et Obstacles
- Clara Sheller (série télévisée)[Quand ?]
- 2015 : Life is Strange (jeu vidéo) — chansons Obstacles et To All of You

## Membres
- Jonathan Morali — auteur, chant, guitare, clavier
- Rémi Alexandre — guitare, clavier, chant
- Olivier « Dirty Holy » Marguerit — guitare, clavier, flute, chant
- Jean-Yves Lozac'h — basse, clavier
- Clément Carle — batterie, chant